# Contea di Delta (Colorado)
La contea di Delta (in inglese Delta County) è una contea dello Stato del Colorado, negli Stati Uniti. La popolazione al censimento del 2000 era di 27 834 abitanti. Il capoluogo di contea è Delta.

## Geografia
La contea si trova nel centro-ovest dello Stato, tra le valli dei fiumi Gunnison e Uncompahgre. Comprende anche la parte meridionale della Grand Mesa.

### Contee confinanti
- Contea di Gunnison - est
- Contea di Montrose - sud
- Contea di Mesa - nord/ovest

### Aree naturali protette e parchi statali
- Dominguez Canyon Wilderness
- Dominguez-Escalante National Conservation Area
- Grand Mesa National Forest
- Gunnison Gorge National Conservation Area
- Gunnison Gorge Wilderness

- Crawford State Park
- Sweitzer Lake State Park

### Rotte storiche
- American Discovery Trail
- Crag Crest National Recreation Trail
- Old Spanish National Historic Trail
- Grand Mesa Scenic and Historic Byway
- West Elk Loop Scenic Byway

## Storia
Da metà XVI sexolo alla fine del XIX secolo, l'area era abitata principalmente dai nativi Ute, in particolare i Parianuche e i Tabeguache. I primi coloni a visitare l'area furono gli spagnoli. La contea fu creata nel 1883, da parte della contea di Gunnison. La contea fu chiamata così per la confluenza (delta) dei fiumi Uncompahgre e Gunnison nella città di Delta. Ad oggi la contea è una delle principali aree agricole del Colorado.

## Comuni
L'unica city è Delta, il capoluogo.

### Towns
- Cedaredge
- Crawford
- Hotchkiss
- Orchard City
- Paonia